# レイ・ムーア (歴史学者)
レイモンド・A・ムーア（Raymond A. Moore、1933年11月14日 - 2020年1月7日）は、アメリカの歴史学者、元軍人で朝鮮戦争に参加している。国際基督教大学とシカゴ大学で博士号を取得後にミシガン大学で学位を取得。アマースト大学教授で日本史や日本の戦後史研究を専門とする。2004年に引退し、現在アマースト大学の名誉教授。
1976年、ムーアは五大学連合（Five College Consortium）の東アジア研究センターを設立した。
評論家の江藤淳は「閉された言語空間」の中で渡米中、ムーアからウォー・ギルト・インフォメーション・プログラムの文書のコピーを入手したという。
2002年、アマースト大学内に友志園（Yushien）という日本庭園を造園した。
2012年、日本政府はムーアに外国人叙勲として旭日中綬章を授与した。

## 著作
- 神の兵士:日本をキリスト教国とするマッカーサーの試み
  - 天皇がバイブルを読んだ日 (講談社、1982) に収録。江藤淳「言論統制　占領下日本における検閲」も収録
- The Birth of Japan's Postwar Constitution (1997) 。古関彰一の「新憲法の誕生」の英語訳
- Partners for Democracy: Crafting the New Japanese State Under MacArthur (2002) Donald L. Robinsonとの共著
- Soldier of God: MacArthur's Attempt to Christianize Japan (2011)